# 真菌學

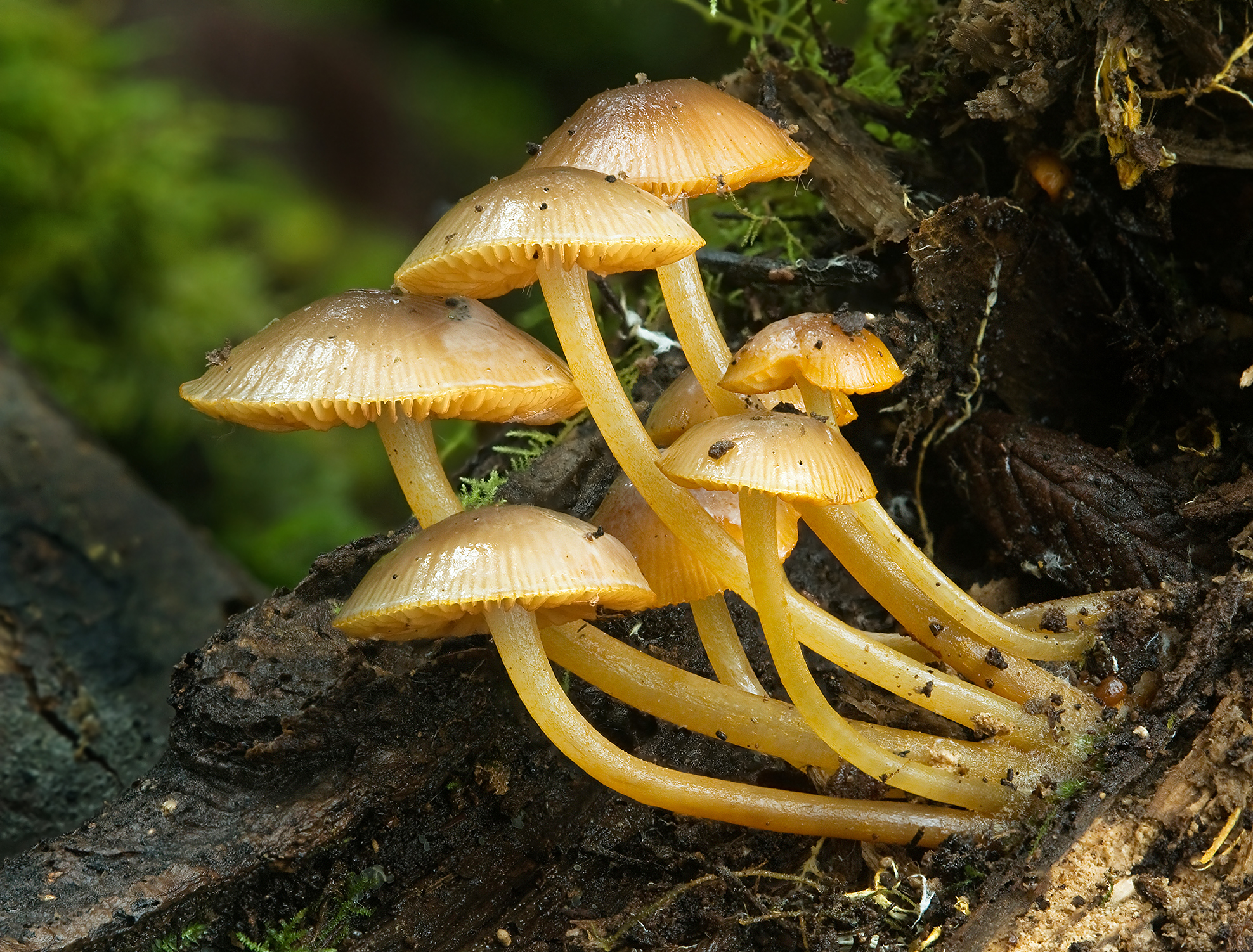
蘑菇是一種真菌有性生殖的結構

真菌學（Mycology，源自希臘文）是研究真菌的學門，探討真菌的遺傳學、生物化學或是分類學，以及真菌對人類的用途等，包括火種、医药（如青霉素）、食物（如蘑菇、奶酪及酒）及宗教致幻劑等，以及它們的危險，如中毒或感染。專門從事真菌學研究的生物學家被稱為真菌學家（Mycologist）。
研究植物病害的學門植物病理學是真菌學的分支領域之一，絕大多數的植物病原體皆是真菌。

## 概要
在历史上，真菌學是植物學的一個分支，這是因為真菌曾經被歸類為植物。現在已知真菌演化上的親緣關係較接近的是動物而不是植物，直到幾十年前這是未被識別的。先驅真菌學家包括伊利阿斯·马格努斯·弗里斯，克里斯蒂安·亨德里克·珀森，Heinrich Anton de Bary，Elizabeth Eaton Morse，Lewis David de Schweinitz等。《小兔彼得的故事》的作者碧雅翠絲·波特也對該領域做出了重大貢獻 。 
許多真菌產生毒素，抗生素和其他次生代謝產物。例如，Abraham Joffe 廣泛研究了世界分布的鐮孢菌屬及其與人類致命性消化道毒性白斑病爆發相關的毒素。
真菌在地球上的生命中作为它们的共生生物的角色中是基本的，例如以菌根的形式，昆虫共生，和地衣。许多真菌能够分解复杂的有机生物分子，例如在木材中的更持久成分木质素，和污染物，例如异生物质，石油，和多环芳香烃。通过分解这些分子，真菌在全球碳循环中起到关键作用。
某些真菌能够引起人类或其他生物的疾病。致病真菌的研究稱為醫用真菌學（medical mycology）。

## 真菌學和藥物發現
幾個世紀以來，某些蘑菇在中國、日本和俄羅斯已被記錄為民間藥物。  儘管蘑菇在民間醫學中的使用主要集中在亞洲大陸，但世界其他地區（如中東、波蘭和白俄羅斯）的人們也有將蘑菇用於藥用的記錄。
蘑菇在暴露於紫外線 (UV) 時會產生大量維生素D。 青黴素、環孢素、灰黃黴素、頭孢菌素和裸蓋菇素是從黴菌或其他真菌中分離出來的藥物的例子。

## 参看
- 真菌学家列表（英语：List of mycologists）
- 真菌学期刊列表（英语：List of mycology journals）
- 致病真菌

## 外部連結
- 專業組織
  - （英文）BMS（英语：British Mycological Society）: 英國真菌學會 （页面存档备份，存于） (英國)
  - （英文）MSA（英语：Mycological Society of America）: 美國真菌學會 （页面存档备份，存于） (北美洲)